# Placogorgia foliata
Placogorgia foliata is een zachte koraalsoort uit de familie Plexauridae. De koraalsoort komt uit het geslacht Placogorgia. Placogorgia foliata werd in 1931 voor het eerst wetenschappelijk beschreven door Aurivillius. 